# Ariunaa
Ariunaa (mong. Ариунаа; właśc. Төмөрийн Ариунаа, Tөmөrijn Ariunaa; ur. 15 marca 1967 w Ułan Bator) – mongolska piosenkarka, określana mianem „mongolskiej Madonny” i porównywana do Ałły Pugaczowej.

## Dyskografia
- 1996: Эрос No.1 (Eros 1)
- 1999: Зөвхөн чиний тухай (Dzöwchön czinij tuchaj)[7]
- 2001: Чи минь (Czi miń)[8]
- 2002: Хаврын шөнийн бодол (Chawryn szönijn bodol)
- 2003: Миний шинэ орон зай (Minij szine oron dzaj)
- 2006: Дурлал шиг асна (Durlal szig asna)
- 2019: Be like Heaven[9]